# Lawrenceburg (Kentucky)
Pour les articles homonymes, voir Lawrenceburg.
Lawrenceburg est une ville des États-Unis, siège du comté d'Anderson, dans le Commonwealth du Kentucky. La ville fait partie de l’agglomération de Frankfort, la capitale de l’État.

## Source
- (en) Cet article est partiellement ou en totalité issu de l’article de Wikipédia en anglais intitulé « Lawrenceburg, Kentucky » (voir la liste des auteurs).